# Питерское муниципальное образование
Питерское муниципальное образование — сельское поселение в Питерском районе Саратовской области Российской Федерации.
Административный центр — село Питерка.

## История
Статус и границы сельского поселения установлены Законом Саратовской области от 27 декабря 2004 года № 91-ЗСО «О муниципальных образованиях, входящих в состав Питерского муниципального района».

## Население
| 2010  | 2011  | 2012  | 2013  | 2014  | 2015  | 2016  |
| ----- | ----- | ----- | ----- | ----- | ----- | ----- |
| 5478  | ↗5481 | ↘5447 | ↘5366 | ↘5286 | ↘5213 | ↗5263 |
| 2017  | 2018  | 2019  | 2020  | 2021  |       |       |
| ↘5201 | ↘5191 | ↘5140 | ↘5137 | ↘4831 |       |       |

## Состав сельского поселения
| № | Населённый пункт | Тип населённого пункта       | Население |
| - | ---------------- | ---------------------------- | --------- |
| 1 | Доронкин         | хутор                        | ↘10       |
| 2 | Питерка          | село, административный центр | ↘4821     |